# Seeber
Seeber é um município da província de Córdova, na Argentina.